# Smith Village
Smith Village – miasto w Stanach Zjednoczonych, w stanie Oklahoma, w hrabstwie Oklahoma.